# Rimske brojke
Rimske brojke, razgovorno poznate kao rimski brojevi, jesu brojevni sustav starih Rimljana, koji je u ograničenoj uporabi opstao do danas.

## Osnovne brojke
Znamenke su sljedeće:
- I – za broj 1
- V – za broj 5
- X – za broj 10
- L – za broj 50
- C – za broj 100 (lat. centum, sto)
- D – za broj 500 (ili pola grčkog slova Phi, koje je značilo 1000)
- M – za broj 1000 (lat. mille, tisuću) ili grčko slovo Φ (Phi)

## Izvedene brojke
Brojke između navedenih tvore se zbrajanjem ili oduzimanjem
- 2 = II (zbroj 1 + 1)
- 3 = III (zbroj 1 + 1 + 1)
- 4 = IV (razlika 5 – 1, ako broj koji je naprijed manji od onoga iza, oduzima se od većeg)
- 6 = VI (zbroj 5 + 1)
- 7= VII (zbroj 5 + 1 + 1)
- 8 = VIII (zbroj 5 + 1 + 1 + 1)
- 9 = IX (razlika 10 – 1)

## Mane i vrline sustava
Vrlina ovog sustava je vizualno predočavanje brojeva, tako da ga djeca lako uče (male brojeve).
Mana je njegova ograničenost, nema decimalnih brojeva, velik broj znamenaka za velike brojeve (ili treba izmišljati nove znamenke), nepostojanje nule kao koncepta.